# Klasmann-Deilmann
 (décembre 2009).
Klasmann-Deilmann est une entreprise allemande spécialisée dans la fabrication de substrat horticole.

## Activité
Klasmann-Deilmann Gmbh est présent dans la fabrication et la commercialisation de supports de culture, de substrats organiques, de produits de base et de tourbe.. La société se développe également dans la production d'énergie renouvelable, dont la biomasse, le bois, etc..

## Histoire
George Klasmann a fondé la société Heseper en 1913, renommée ultérieurement (en 1971) en Klasmann.  Par ailleurs, l'entreprise C. Deilmann AG a commencé son activité en 1920 avec la production de tourbe. À partir de fin des années 1950, ces sociétés se sont concentrées de plus en plus sur la production de substrats pour l'horticulture. Dans les années 1970, les premières entreprises de distribution à l'international ont émergé au Benelux, en France et en Italie. En 1990, une nouvelle entreprise, Klasmann-Deilmann GmbH a résulté de la fusion de Klasmann Werke GmbH et de Torfbetriebe C. Deilmann AG,.